# Premis del Sindicat Nacional de l'Espectacle de 1956
Els setzens Premis Nacionals de Cinematografia concedits pel Sindicat Nacional de l'Espectacle corresponents a 1956 es van concedir el 30 de gener de 1957. En aquesta edició els premis econòmics, limitats a les pel·lícules, foren reduïts a 5 pel·lícules i 1.150.000 pessetes, i es van atorgar premis al millor director, guió, actor i actriu principal, actor i actriu secundaris, fotografia, decorats i música.

## Guardonats de 1956
| Categoria                | Premi       | Pel·lícula premiada                                            | Director                         |
| ------------------------ | ----------- | -------------------------------------------------------------- | -------------------------------- |
| 1r. lloc                 | 350.000 pts | Embajadores en el infierno                                     | José María Forqué                |
| 2n lloc                  | 350.000 pts | Tarde de toros                                                 | Ladislao Vajda                   |
| 3r lloc                  | 200.000 pts | Calabuch                                                       | Luis García Berlanga             |
| 4t lloc                  | 150.000 pts | Un traje blanco                                                | Rafael Gil Álvarez               |
| 5è lloc                  | 100.000 pts | Calle Mayor                                                    | Juan Antonio Bardem              |
| Millor director          | -           | José Antonio Nieves Conde                                      | Todos somos necesarios           |
| Millor guió              | -           | Leonardo Martín Echevarría, Florentino Soria, Luis G. Berlanga | Calabuch                         |
| Millor actriu            | -           | Carmen Sevilla                                                 | La fierecilla domada             |
| Millor actor             | -           | Albert Closas i Lluró                                          | La vida en un bloc               |
| Millor actriu secundària | -           | Julia Caba Alba                                                | Los ladrones somos gente honrada |
| Millor actor secundari   | -           | Juan Calvo                                                     | Calabuch                         |
| Millor fotografia        | -           | Heinrich Gärtner                                               | Tarde de toros Mi tío Jacinto    |
| Millors decorats         | -           | Enrique Alarcón                                                | La gran mentira                  |
| Millors música           | -           | Jesús Guridi                                                   | La gran mentira Un traje blanco  |